# Оме, Хайнц
Хайнц Оме (нем. Heinz Ohme; 12 июня 1950, Цеденик) - немецкий евангелический теолог, специальностъ История христианства.

## Биография
Хайнц Оме изучал евангелическую теологию в Берлине и Тюбингене. В 1975 - 1977 был стипендиатом Элладской Православной Церкви в Салониках. В 1979 году был посвящён в сан пастора Евангелическо-Лютеранской Церкви Баварии. В 1979 - 1983 в Отделе внешних церковных связей Евангелической Церкви Германии (ЕЦГ) в Франкфурте-на-Майне работал референтом по вопросам взаимоотношений с православными
церквами. Затем он управлял приходом и в то же время с 1983 - 1990 создал и возглавлял «Studienkolleg» для православных стипендиатов ЕЦГ в Эрлангене (Studienkolleg - учебное учреждение, в котором готовят иностранных студентов для учебы в немецких вузах).
В 1989 году Оме защищает диссертацию и получает докторскую степень. После этого он в 1990-1996 работал научным ассистентом на кафедре истории и теологии христианского востока под руководством Карла-Христиана Фельми на Богословском факультете в Эрлангене. 1995 там же прошел хабилитацию по специальности История христианства.
1996 был приглашен в университет им. Гумбольдта в Берлин на должностъ профессора на кафедре истории церквей и конфессий / истории восточных церквей. В 2003-2005 был деканом этого факультета. Одним из самых важных предметов его научно-исследовательской деятельности является история соборов.
1992-2011 Оме был членом комитета ЕЦГ по двустороннему теологическому диалогу с Румынской Православной Церковью. С 2010 по 2014 он был первым председателем Общества по изучению христианского востока (GSCO).

## Публикации
- Das Concilium      Quinisextum und seine Bischofsliste (= Arbeiten zur Kirchengeschichte      56). de Gruyter, Berlin-New York 1990.
- Kanon ekklesiastikos.      Die Bedeutung des altkirchlichen Kanonbegriffes (= Arbeiten zur      Kirchengeschichte 67). de Gruyter, Berlin/New York 1998.
- Concilium Quinisextum.      Das Konzil Quinisextum. Griechisch-Deutsch. Перевод и вступление (=      Fontes Christiani 82). Brepols, Turnhout      2006.
- Concilium Constantinopolitanum a. 691/2      in Trullo habitum (Concilium Quinisextum) (= Acta Conciliorum Oecumenicorum ser. II      2,4). de Gruyter, Berlin/New York 2013.